# Џогер
Џогер или зогер је справа за брисање подова. Састоји се од дршке која може бити од дрвета, пластике или метала и главе џогера која је направљена од синтетичких влакана и подсећа на фризуру са дредовима. Глава џогера се најчешће може скинути и опрати у машини за прање веша.

## Историја
У Енглеској се реч mappe, која је тада значила џогер, јавља први пут 1496. године, а у међувремену су се развили различити модели џогера. У САД су тако у 19. веку регистрована два патента за џогер, један 1837. године и други 1893. године.